# Alias公司
Alias（原Alias|Wavefront）是一家加拿大3D软件公司，其旗下作品包括Maya和StudioTools等。这些软件在影视制作和游戏开发等领域具有广泛的市场优势。Alias是全球唯一一家拥有研究性三维学院机构的公司。
Alias公司由美国的Alias、加拿大的Wavefront以及法国的CCB公司合并而成，总部设在加拿大多伦多。后来，Alias被Autodesk公司收购。
目前，Autodesk以"Alias"为品牌发布一系列产品，称为“Autodesk Alias Products”，包括Autodesk Alias Automotive、Autodesk Alias Design和Autodesk Alias Surface。其中，Autodesk Alias Design和Autodesk Alias Surface是基于不同行业和应用需求进行优化的简化版本。Autodesk Alias Design主要用于工业设计的产品开发，而Autodesk Alias Surface则提供强大的曲面编辑功能。Autodesk Alias Automotive综合了各种工具，适用于整车设计和开发。Alias软件集成了草图、建模和渲染等功能，实现了设计流程的无缝连接。